# Le Pas de Merlin
Le Pas de Merlin est un roman celtique publié en 2002 par Jean-Louis Fetjaine. Il s'agit du premier roman de la série Le Pas de Merlin. Ce livre a reçu le prix Imaginales du meilleur roman de fantasy en 2003.

## Résumé des trois premiers chapitres
573. Ryderc, roi de Strathclyde réunit tous les rois bretons à Dumbarton. Le roi Guendoleu de Cumbria s'y rend accompagné de son barde, le jeune Merlin fils de la reine Aldan de Dyfed. Ryderc demande à ses invités que soit institué un « Grand Roi » pour coordonner les efforts des neuf royaumes bretons contre les envahisseurs Saxons, Gaëls et Pictes. Il espère secrètement être choisi. Mais, c'est Guendoleu qui est finalement élu Grand Roi...

## Éditions françaises
- 2002 : Le Pas de Merlin, éditions Belfond (format livre).
- 2004 : Le Pas de Merlin, éditions Pocket (format poche),  (ISBN 978-2-266-13321-0).
- 2008 : Le Pas de Merlin, éditions VDB - Livres Audio (CD MP3, 9 h 31 min). Interprété par Yves Mugler & Véronique Groux de Miéri.